# نادي فيرالبيسالو
نادي فيرالبيسالو (بالإيطالية: Feralpisalò) هو نادي كرة قدم إيطالي يقع في سالو، بلومبارديا.